# Los 4400
Los 4400 (nombre original en inglés: The 4400) es una serie de ciencia ficción de la cadena USA Network. Creada y escrita por Scott Peters y René Echevarria, fue producida por la CBS, en asociación con Sky Television, Renegade 83 y American Zoetrope. Aunque la serie está ambientada en Seattle, fue rodada en Vancouver, Columbia Británica (Canadá). Se estrenó en EUA el 11 de julio de 2004 como miniserie, pero dado el éxito se hicieron otras tres temporadas. La cuarta temporada de la serie, emitida en verano de 2007, perdió audiencia por lo que después de emitir el último capítulo el 16 de septiembre de 2007 fue cancelada oficialmente el 18 de diciembre del mismo año. Para darle una conclusión a la historia y contentar así a los fan de la serie, en el año 2009 fueron publicados dos libros que continúan la trama donde la serie la dejó.
En Latinoamérica la serie se emite desde el 19 de noviembre de 2004 en Universal Channel. En España la primera temporada se ha emitido por intero entre el 12 y el 13 de diciembre de 2005 por Antena 3, mientras que la segunda temporada se emite desde el 12 de septiembre de 2006 en el mismo canal, para ser retirada poco después. Las últimas dos temporadas se han transmitido desde el 13 de noviembre de 2007 por Calle 13 y Cuatro.

## Argumento
Los 4400 cuenta la historia de 4400 personas abducidas y desaparecidas durante años, tras su regreso a la Tierra. La serie arranca cuando una bola de luz cambia, abruptamente, su curso y pone rumbo hacia la Tierra, lo que desata el pánico y la angustia, temiéndose una probable catástrofe de dimensiones desconocidas. Pero, contra todo pronóstico, este "cometa" no impacta contra la superficie del planeta, sino que desacelera y se posa sobre las aguas en un lago de la costa noroeste de Estados Unidos de América. De repente, 4400 personas emergen de una cegadora luz blanca, gente de diferentes edades y modos de vida, y que se presumían muertos o desaparecidos. Sin ningún recuerdo de dónde han estado, cada uno de ellos tiene que volver a una vida que ha seguido su curso sin ellos, en algunos casos durante décadas, aunque ellos no hayan envejecido ni un día y, además, algunos parecen haber sido devueltos con extraordinarias habilidades. Así, estas 4400 personas se ven obligados a afrontar los nuevos retos de vivir en un presente que en muchos casos no es el propio, en un mundo que les adora y les teme a partes iguales.

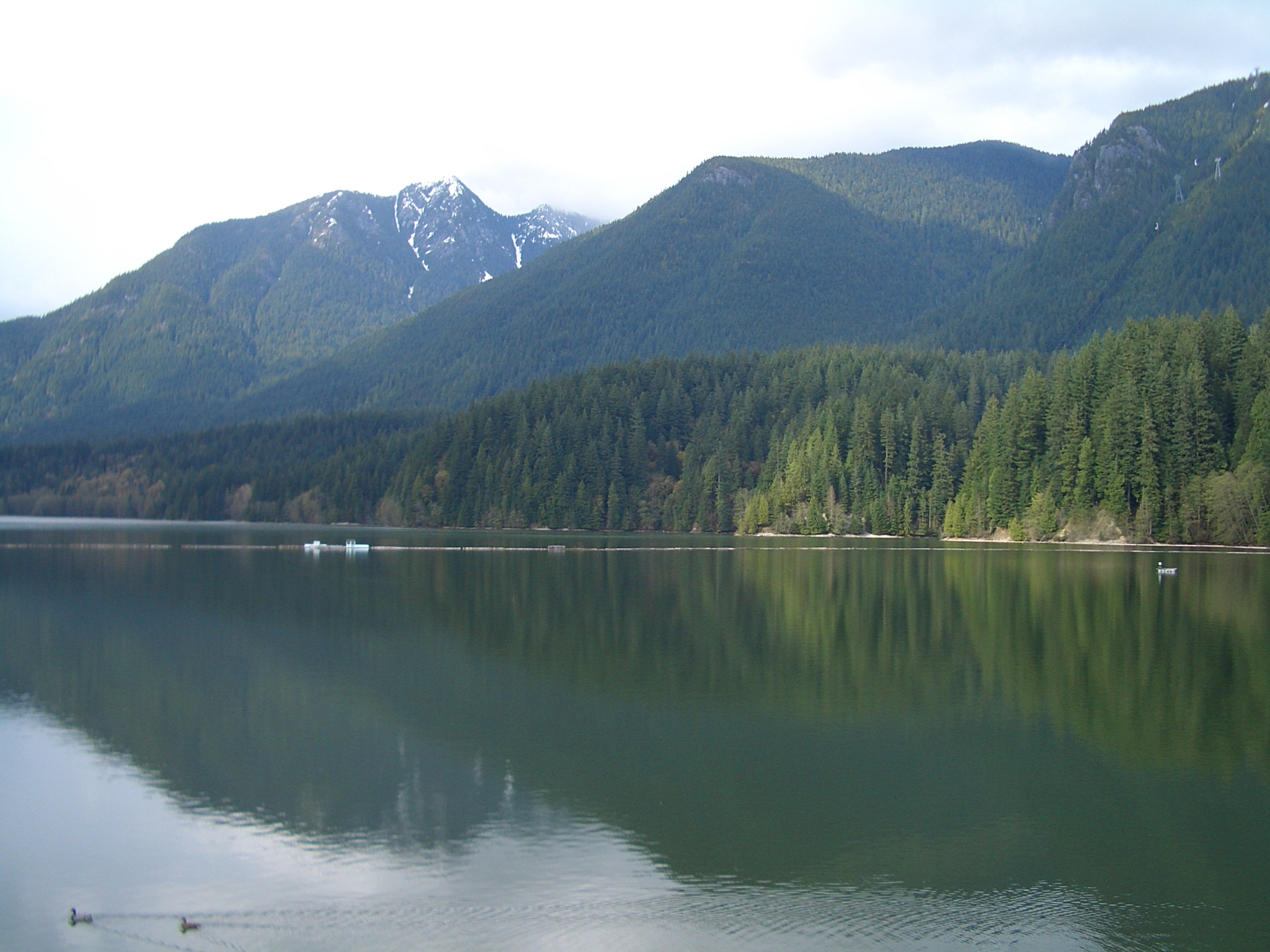
Highland Beach, lugar donde aparecen los 4400.

Sin tener claro como afectará estos eventos al mundo, el gobierno comienza a investigar a estas 4400 personas para intentar juntar piezas que les permitan saber dónde han estado y por qué han regresado, ya que muy pronto se hace evidente que su presencia amenaza con cambiar a la raza humana de forma nunca vista hasta entonces. Esta investigación la lleva a cabo una agencia federal vinculada a la Seguridad Nacional llamada NTAC (Comité de Evaluación de Amenazas Nacionales). Dos de sus mejores agentes, Tom Baldwin y Diana Skouris, irán intentando arrojar algo de luz a este extraño misterio que tiene al país completamente revolucionado.

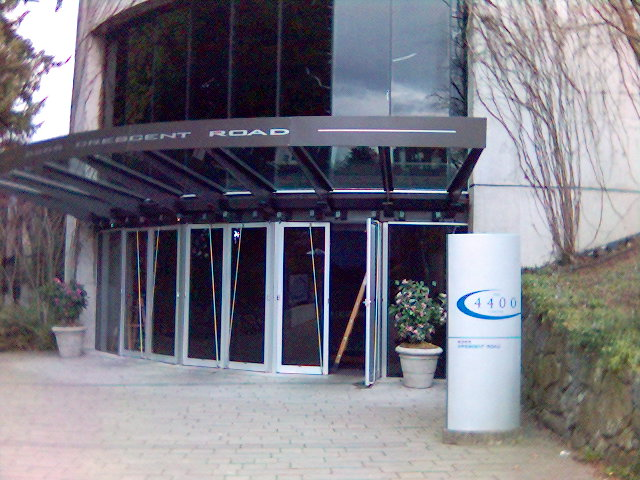
Centro los 4400

## Actores y personajes

### Principales
| Actor                | Papel                                                         | Doblador (España)         | Doblador (Hispanoamérica) |
| -------------------- | ------------------------------------------------------------- | ------------------------- | ------------------------- |
| Joel Gretsch         | Tom Baldwin                                                   | Alejandro (Peyo) García   | Salvador Delgado          |
| Jacqueline McKenzie  | Diana Skouris                                                 | María José Castro         | Rocío Prado               |
| Mahershala Ali       | Richard Tyler                                                 | Eduardo del Hoyo          | Humberto Solórzano        |
| Laura Allen          | Lily Tyler (1.ª, 2.ª y 4.ª temporadas como estrella invitada) | Conchi López              | Xóchitl Ugarte            |
| Tippi Hedren         | Lily Tyler (3.ª temporada como estrella invitada)             |                           |                           |
| Patrick Flueger      | Shawn Farrell                                                 | David Robles              | Luis Daniel Ramírez       |
| Conchita Campbell    | Maia Skouris                                                  |                           | Jessica Ángeles           |
| Billy Campbell       | Jordan Collier                                                | Luis Bajo                 | René García               |
| Megalyn Echikunwoke  | Isabelle Tyler (3ª y 4ª Temporada)                            | Isabel Fernández Avanthay |                           |
| Jordan Lasorsa-Simon | Isabelle Tyler (2ª Temporada)                                 |                           |                           |
| Chad Faust           | Kyle Baldwin                                                  | Iván Jara                 | Carlos Hugo Hidalgo       |
| Samantha Ferris      | Nina Jarvis (2.ª y 3.ª temporadas)                            | Olga Cano                 |                           |
| Karina Lombard       | Alana Mareva (2.ª y 3.ª temporadas)                           |                           |                           |
| Peter Coyote         | Dennis Ryland (1.ª, 2.ª y 3.ª temporadas)                     | Juan Antonio Gálvez       | Paco Mauri                |
| Jenni Baird          | Meghan Doyle (4.ª temporada)                                  |                           |                           |

### Secundarios
| Actor                  | Papel                                     |
| ---------------------- | ----------------------------------------- |
| Brooke Nevin           | Nikki Hudson (1.ª, 2.ª y 4.ª temporadas)  |
| Kaj-Erik Erikson       | Danny Farrell                             |
| Natasha Gregson Wagner | April Skouris (2.ª, 3.ª y 4.ª temporadas) |
| Jeffrey Combs          | Kevin Burkhoff (2.ª, 3.ª y 4.ª Temporada) |
| Summer Glau            | Tess Doerner (2ª, 3ª y 4ª Temporada)      |
| Richard Kahan          | Marco Pacella                             |
| Garret Dillahunt       | Matthew Ross (2ª y 3 ª Temporada)         |

## Episodios
| Temporada | Temporada | Episodios | Episodios | Emisión original    | Emisión original         |
| Temporada | Temporada | Episodios | Episodios | Primera emisión     | Última emisión           |
| --------- | --------- | --------- | --------- | ------------------- | ------------------------ |
|           | 1         | 6         | 6         | 11 de julio de 2004 | 8 de agosto de 2004      |
|           | 2         | 13        | 13        | 6 de junio de 2005  | 28 de agosto de 2005     |
|           | 3         | 13        | 13        | 11 de junio de 2006 | 27 de agosto de 2006     |
|           | 4         | 13        | 13        | 17 de junio de 2007 | 16 de septiembre de 2007 |

## Cancelación
El guionista y cocreador Scott Peters anunció el 19 de diciembre de 2007, que Los 4400 fue cancelada junto con la serie The Dead Zone, así que no habrá una quinta temporada. Por lo tanto la serie quedará sin un desenlace aunque los creadores afirmaron que les gustaría hacer una película para televisión con el fin de concluir la historia y contentar a los fans.
Hay publicados 4 libros de "Los 4400", dos de los cuales son la continuación directa de la cuarta temporada, con los cuales le dan un final a la serie:
- Welcome to Promise City (Bienvenidos a Ciudad Promesa), por Greg Cox, publicado el 28 de julio de 2009
- Promises Broken (Promesas Incumplidas), por David Mack, publicado el 27 de octubre de 2009

Por el momento ninguna editorial los ha publicado en español.

## Libros
- The Vesuvius Prophecy (La Profecía Vesubio), por Greg Cox, es el primer libro basado en la serie. Fue lanzado en junio de 2008. Ambientado durante la tercera temporada de la serie, la trama gira en torno a la profecía de Maia de la erupción del Monte Rainiero.
- Wet Work (Trabajo mojado), por Dayton Ward y Dilmore Kevin, es la segunda novela original, basada en la serie. Publicada en octubre de 2008, se establece durante la segunda temporada de la serie. Su argumento trata sobre Tom y Diana que deben dar caza a una pérfida asesina del gobierno que utiliza sus poderes de promicina para matar gente.
- Welcome to Promise City (Bienvenido a Ciudad Promesa), por Greg Cox, es el tercer libro basado en la serie, y el primero después de los acontecimientos del final de la serie. Fue publicado el 28 de julio de 2009.
- Promises Broken (Promesas incumplidas), de David Mack, es el cuarto libro basado en la serie, y el segundo después del final de la serie. Se publicó el 27 de octubre de 2009.